# Ocupación alemana de Estonia durante la Primera Guerra Mundial

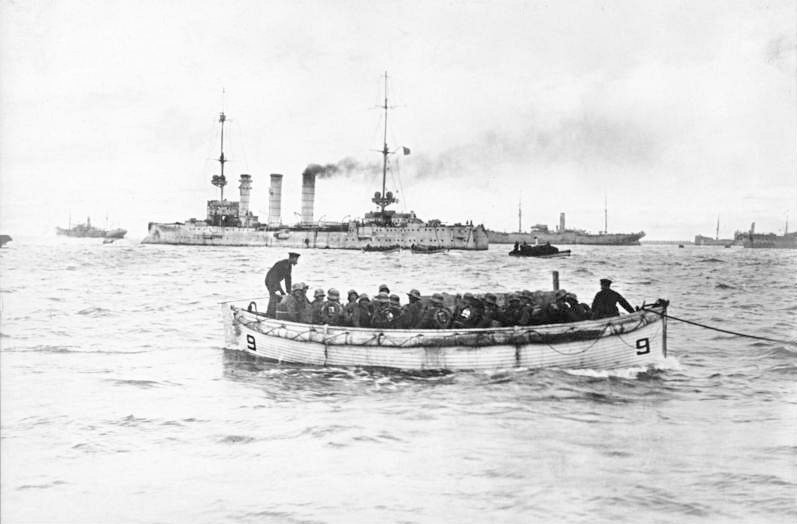
Tropas alemanas desembarcando en Ösel

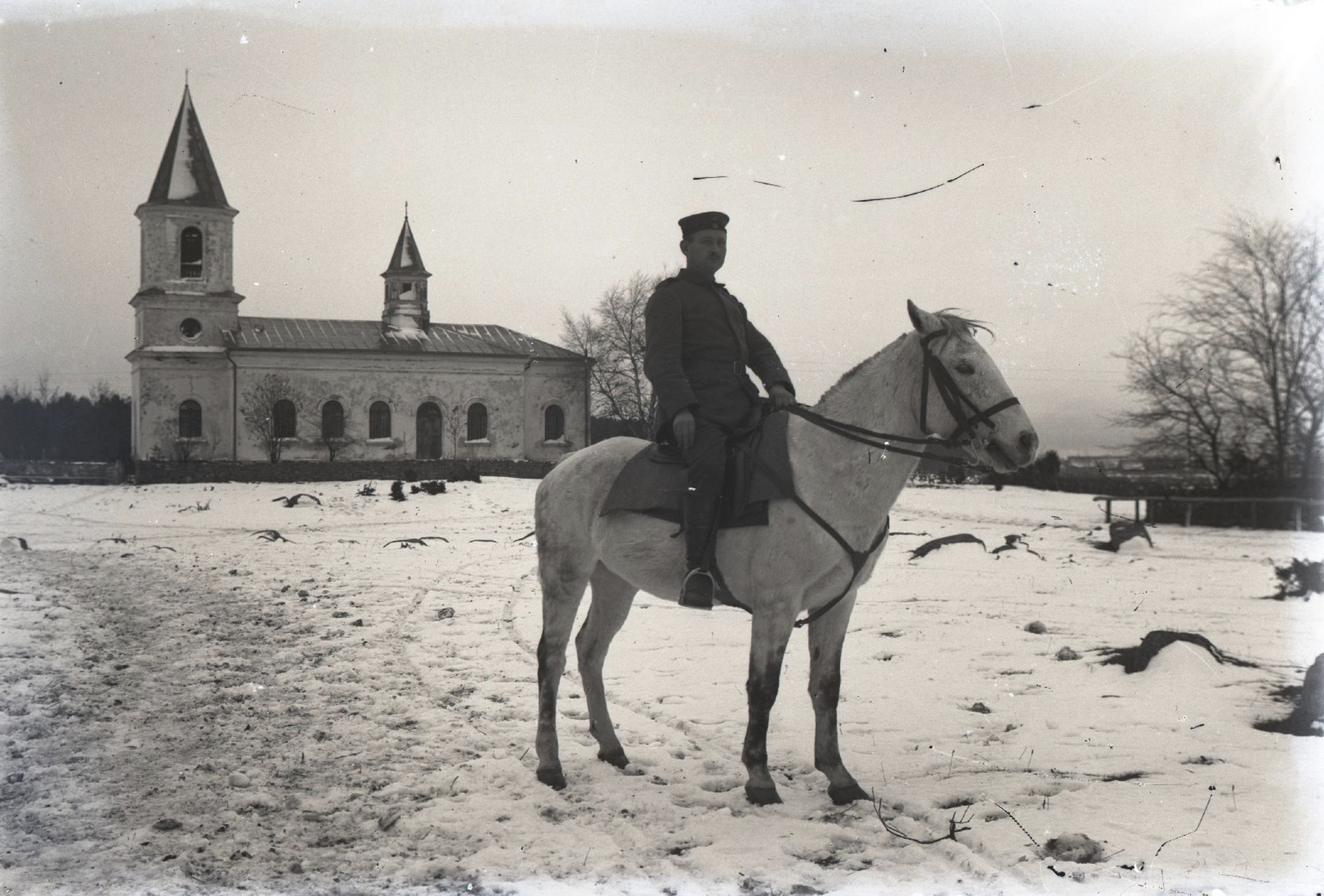
Soldado alemán cerca de Hellamaa, Muhu

Estonia estuvo bajo ocupación militar del Imperio Alemán durante las últimas etapas de la Primera Guerra Mundial. Del 11 al 21 de octubre de 1917, el Ejército Imperial Alemán ocupó el archipiélago de Estonia Occidental (archipiélago de Moonsund), incluyendo las islas mayores de Saaremaa (Ösel), Hiiumaa (Dagö) y Muhu (Moon).
Los combates en Estonia cesaron mientras se negociaba el Tratado de Brest-Litovsk. Estos fracasaron en febrero de 1918, y para presionar al nuevo régimen bolchevique de la Rusia soviética para que firmara el Tratado de Brest-Litovsk, los alemanes desembarcaron en Estonia continental el 18 de febrero de 1918 y marcharon sobre Haapsalu (Hapsal) el 21 de febrero de 1918. Las fuerzas alemanas ocuparon Valga (Walk) el 22 de febrero, y Pärnu (Pernau), Viljandi (Fellin) y Tartu (Dorpat) el 24 de febrero. Tallin (Reval) fue ocupada el 25 de febrero de 1918, y en el resto de Estonia continental, la última ciudad capturada por las fuerzas alemanas fue Narva (Narwa) el 4 de marzo de 1918. Por esos momentos, el avance alemán puso fin tanto al Gobierno Provisional de Estonia, que había declarado la independencia del país el 24 de febrero de 1918 en Tallin, como a los restantes Guardias Rojos rusos bolcheviques en Estonia. Los últimos Guardias Rojos lograron escapar a Rusia por el río Narva el 5 de marzo de 1918.
El teniente general Adolf von Seckendorff llegó a Tallin el 28 de febrero de 1918. Había actuado como comandante militar del 3º Kommandatur al frente de la administración militar alemana del archipiélago de Estonia Occidental. Más tarde, en 1918, con la firma del Tratado de Brest-Litovsk, el gobierno bolchevique ruso renunció a todas las reclamaciones de soberanía sobre Estonia, dando formalmente al Imperio alemán el derecho a anexar o crear un estado cliente en Estonia. Estonia pasó a formar parte del Ober Ost alemán (administración militar de Curlandia, Estonia, Livonia, Ösel y Riga) hasta el final de la Primera Guerra Mundial en noviembre de 1918.

## Ocupación

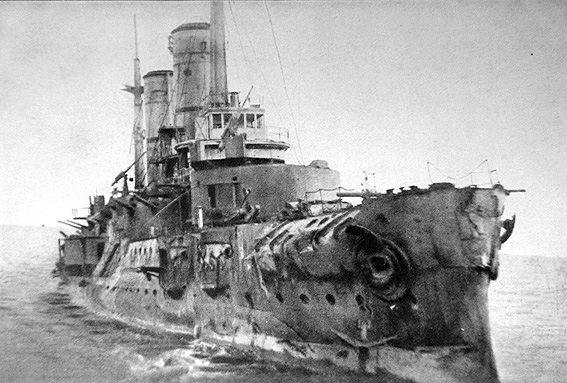
Slava, poco antes de hundirse

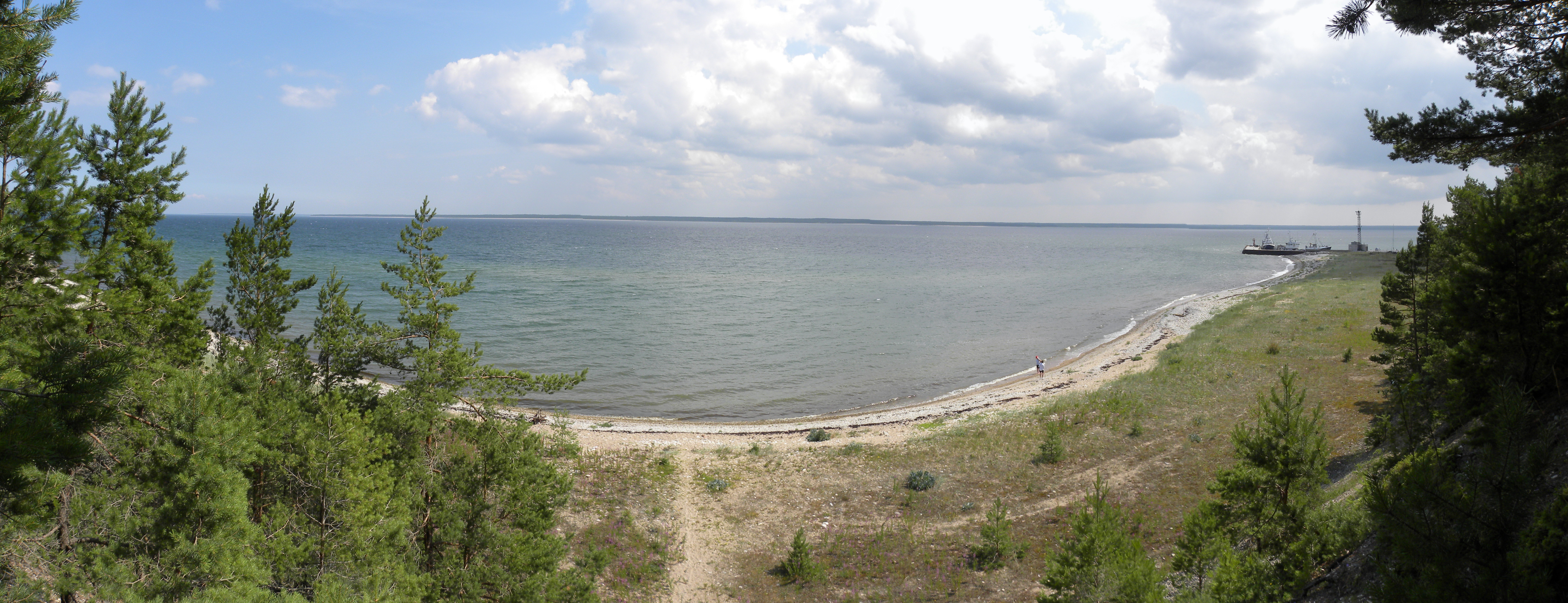
Bahía Tagalaht, uno de los lugares donde se desarrolló la operación

La primera parte de la actual Estonia que fue ocupada fue la isla de Ruhnu (entonces parte de la Gobernación de Livonia) en 1915. Durante la ocupación de Estonia, los alemanes sufrieron un total de 368 muertos y unos 1400 heridos. Capturaron a 20 000 prisioneros de guerra rusos y varios buques de guerra rusos. Un buque de guerra ruso más antiguo, el acorazado Slava, fue hundido durante la Batalla del Estrecho de Moon, a las afueras de la isla de Muhu. El Ejército Imperial Alemán utilizó su 60.º Cuerpo (19.ª División de Infantería, 77.ª División de Reserva y 4.ª División de Caballería) para atacar el norte de Livonia y Estonia. El 6.º Cuerpo (205.ª y 219.ª Divisiones de Infantería, y 1.ª División de Caballería) atacó desde el archipiélago de Estonia Occidental hacia Lihula, Virtsu y Haapsalu.
Aunque esta operación no hundió muchas naves en las dos flotas, marcó el punto para la independencia de Estonia, la conquista completa del golfo de Riga y parte también de la independencia finlandesa, además de un movimiento alemán llamado vuelta a casa, en la cual los alemanes planteaban que ese era su territorio, remontándose a la Orden Teutónica.

## Declaración de independencia de Estonia

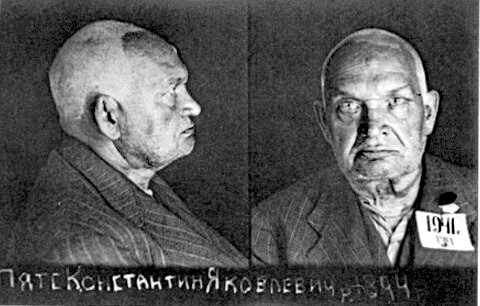
Konstantin Päts, apresado

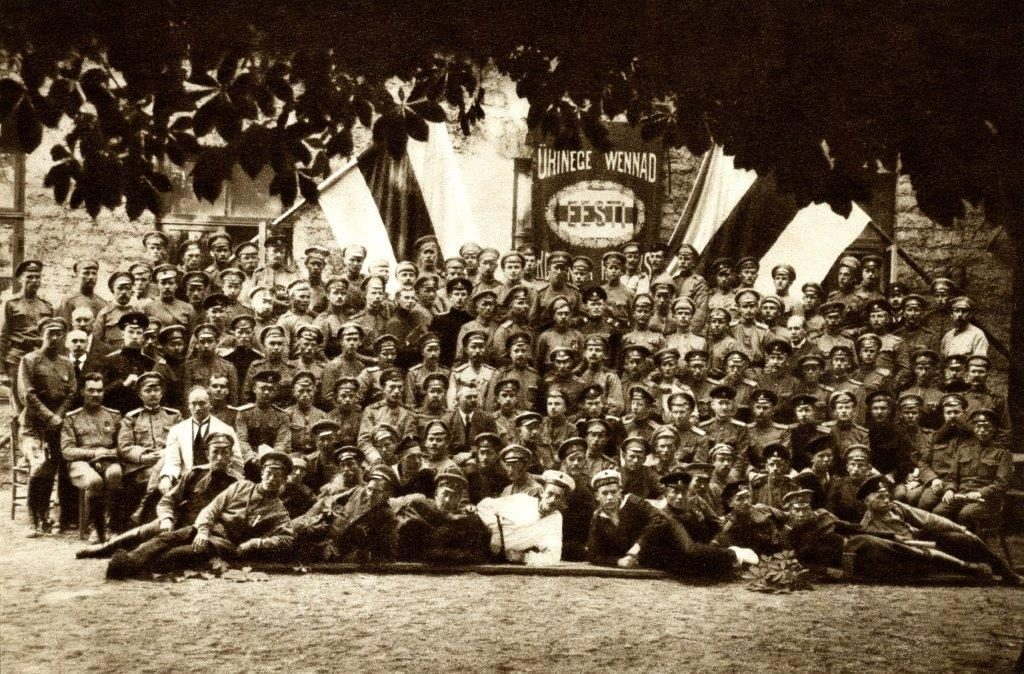
Congreso de soldados de Estonia sirviendo a Rusia en 1917

Entre la retirada de las tropas rusas y el avance de las alemanas, y ante la inminente ocupación de Estonia por el Imperio Alemán, el Comité de Salvación de Estonia de la Asamblea Provincial de Estonia declaró la independencia el 24 de febrero de 1918. Sin embargo, las fuerzas alemanas no la reconocieron.
El 23 de marzo de 1918, el comandante del 68º Cuerpo alemán declaró ilegal al recién formado Ejército estonio. Las detenciones de los líderes del movimiento independentista nacional comenzaron en junio de 1918. El jefe de Estado electo, Konstantin Päts, fue enviado a Alemania para ser encarcelado. Durante todo este período, el Comité de Salvación de Estonia continuó sus actividades clandestinas, estableciendo relaciones con las potencias aliadas occidentales. Gran Bretaña reconoció la independencia de Estonia (de facto) el 3 de mayo de 1918, seguida por Francia el 18 de mayo e Italia el 29 de mayo de 1918, otorgándole la condición de representante legal de la nación estonia.
Tras la Revolución Alemana, entre el 11 y el 14 de noviembre de 1918, los representantes de Alemania cedieron formalmente el poder político de Estonia al gobierno nacional. La retirada de las tropas alemanas dejó un vacío y las tropas bolcheviques rusas entraron en el país. Posteriormente, estalló la guerra de independencia de Estonia. El 2 de febrero de 1920, la República de Estonia y la Rusia bolchevique firmaron el Tratado de Paz de Tartu. La República de Estonia obtuvo reconocimiento internacional y se convirtió en miembro de la Sociedad de Naciones en 1921.

## Ducado Unido del Báltico

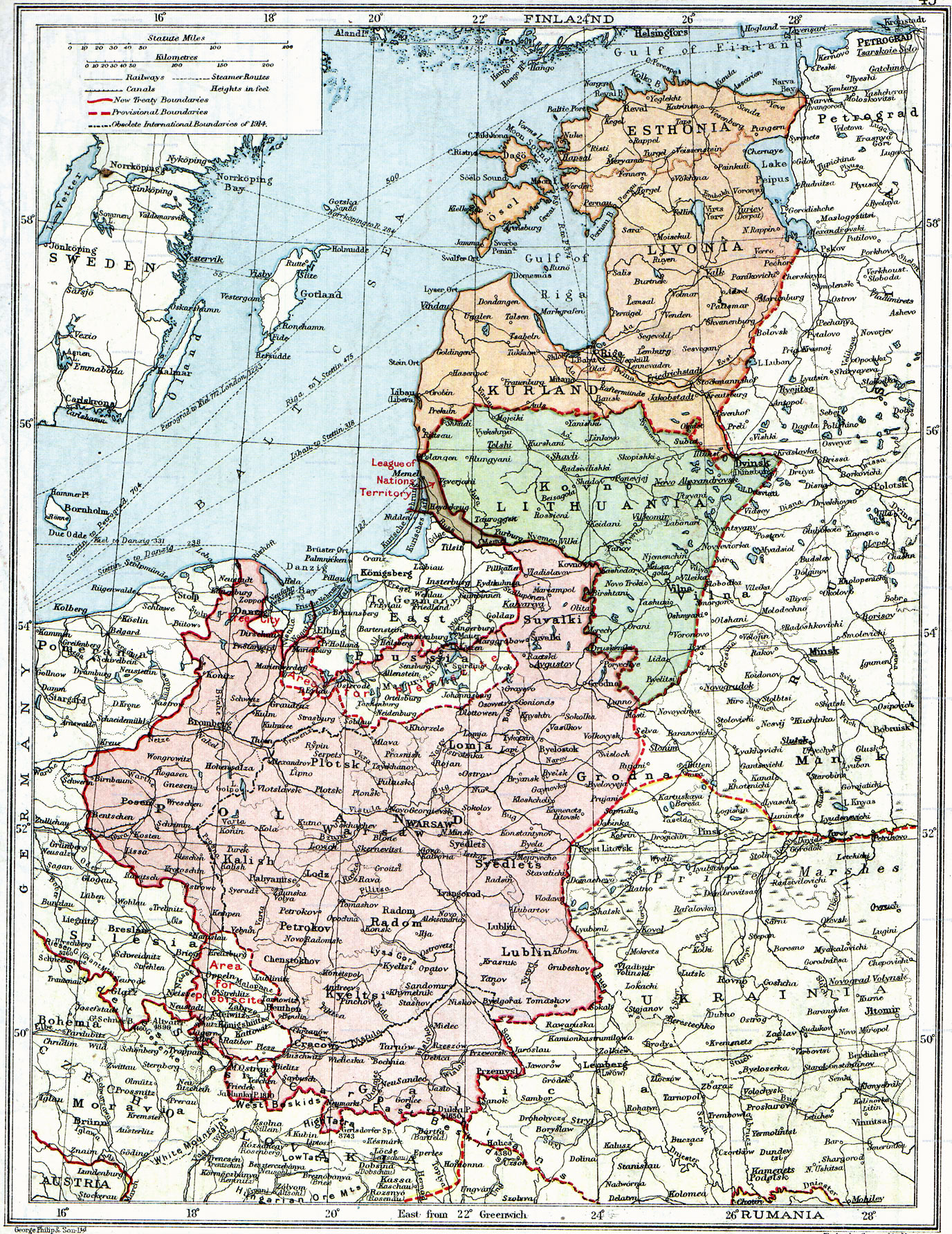
Mapa del ducado

La minoría alemana báltica y la nobleza rusa exiliada tras la Revolución rusa y la ocupación alemana de las gobernaciones de Curlandia, Livonia y Estonia pertenecientes al Imperio ruso intentaron fundar el Ducado Unido del Báltico. Tras la firma del Tratado de Brest-Litovsk el 3 de marzo de 1918, la Rusia Soviética transfirió formalmente Estonia a la administración militar alemana, cuyo futuro estatus debía determinarse posteriormente.
Tras la Revolución de Febrero en Rusia, fue creada la Gobernación Autónoma de Estonia el 12 de abril de 1917, a partir de la anterior Gobernación de Estonia y la parte septentrional de la Gobernación de Livonia. Después de la Revolución de Octubre, la elegida Asamblea Provincial de Estonia se declaró a sí misma como el poder soberano en Estonia el 28 de noviembre de 1917, y entonces, el 24 de febrero de 1918, un día antes de las llegada de las tropas alemanas, fue emitida la Declaración Estonia de Independencia. Por su parte, los aliados occidentales reconocieron la República de Estonia de facto en mayo de 1918.
El 12 de abril de 1918, los alemanes bálticos se reunieron en Riga para solicitar la formación del Ducado Unido de Estonia, Livonia y Curlandia, que se incorporaría a la Alemania Imperial en unión personal con la Casa de Hohenzollern. Esta solicitud fue presentada por el Landesrat en Riga al emperador alemán.

## Ober Ost

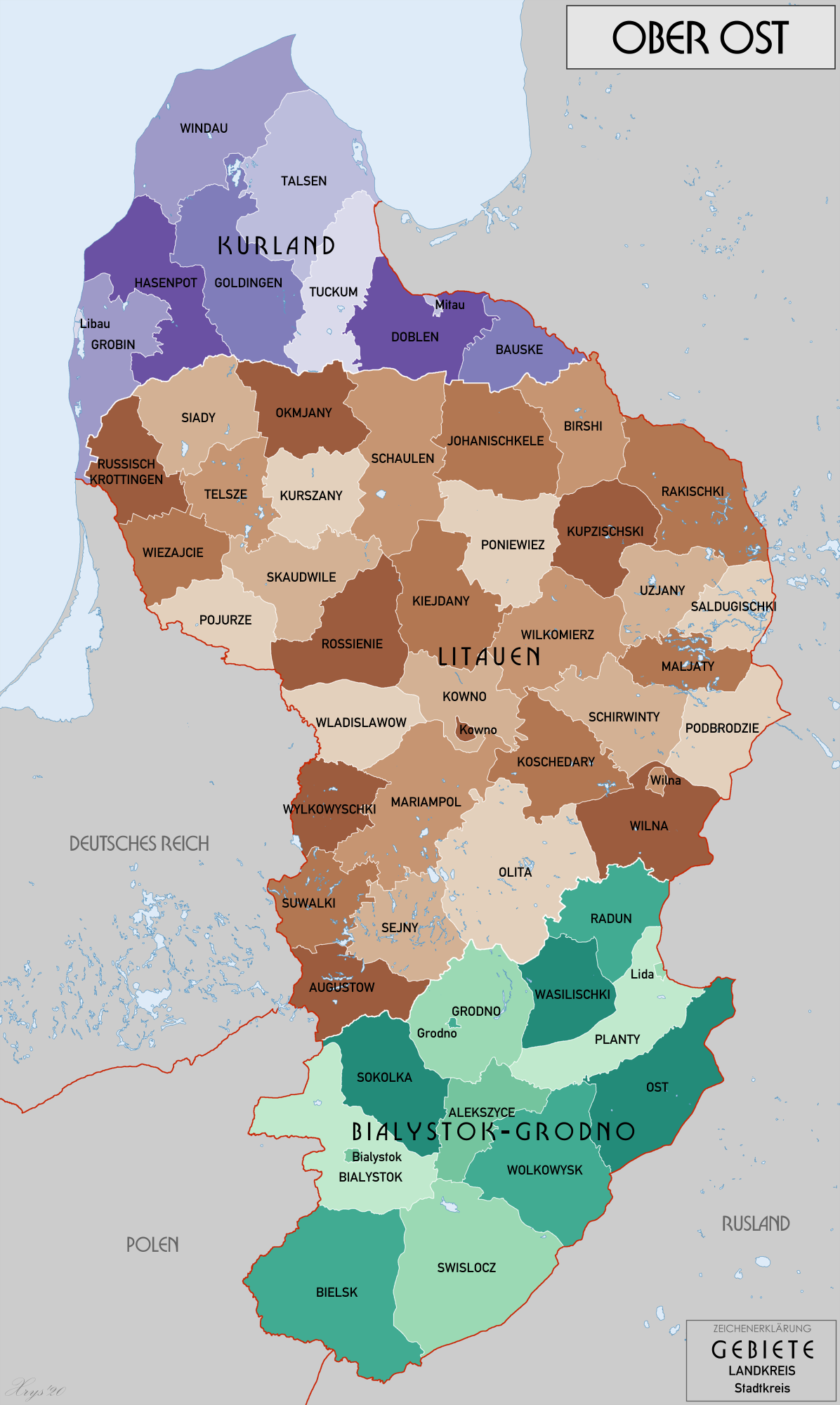
Divisiones administrativas del Ober Ost, 1917.

Tallin, Tartu y Narva quedaron bajo la administración militar alemana del Oberbefehlshaber der gesamten Deutschen Streitkräfte im Osten (Ober Ost), pero el resto del país se dividió y administró como Amtsbezirks y Ortsbezirks menores. Generalmente, se nombraba a representantes de la nobleza alemana báltica (terratenientes feudales alemanes bálticos) como jefes de administración local. Todos los periódicos en estonio, excepto el Rewaler Tagesblatt/Tallinna Päevaleht, de corte alemán, fueron prohibidos. Esta situación se prolongó hasta el 10 de noviembre de 1918. Alemania denunció el Tratado de Brest-Litovsk con todos sus protocolos adicionales (entonces secretos) el 5 de noviembre de 1918. August Winnig, el último representante alemán en Estonia, firmó el tratado con el Gobierno Provisional de Estonia el 19 de noviembre de 1918, otorgándole todo el poder administrativo. La Rusia soviética invadió Estonia el 28 de noviembre de 1918, iniciando la guerra de independencia de Estonia.

## Independencia de Estonia

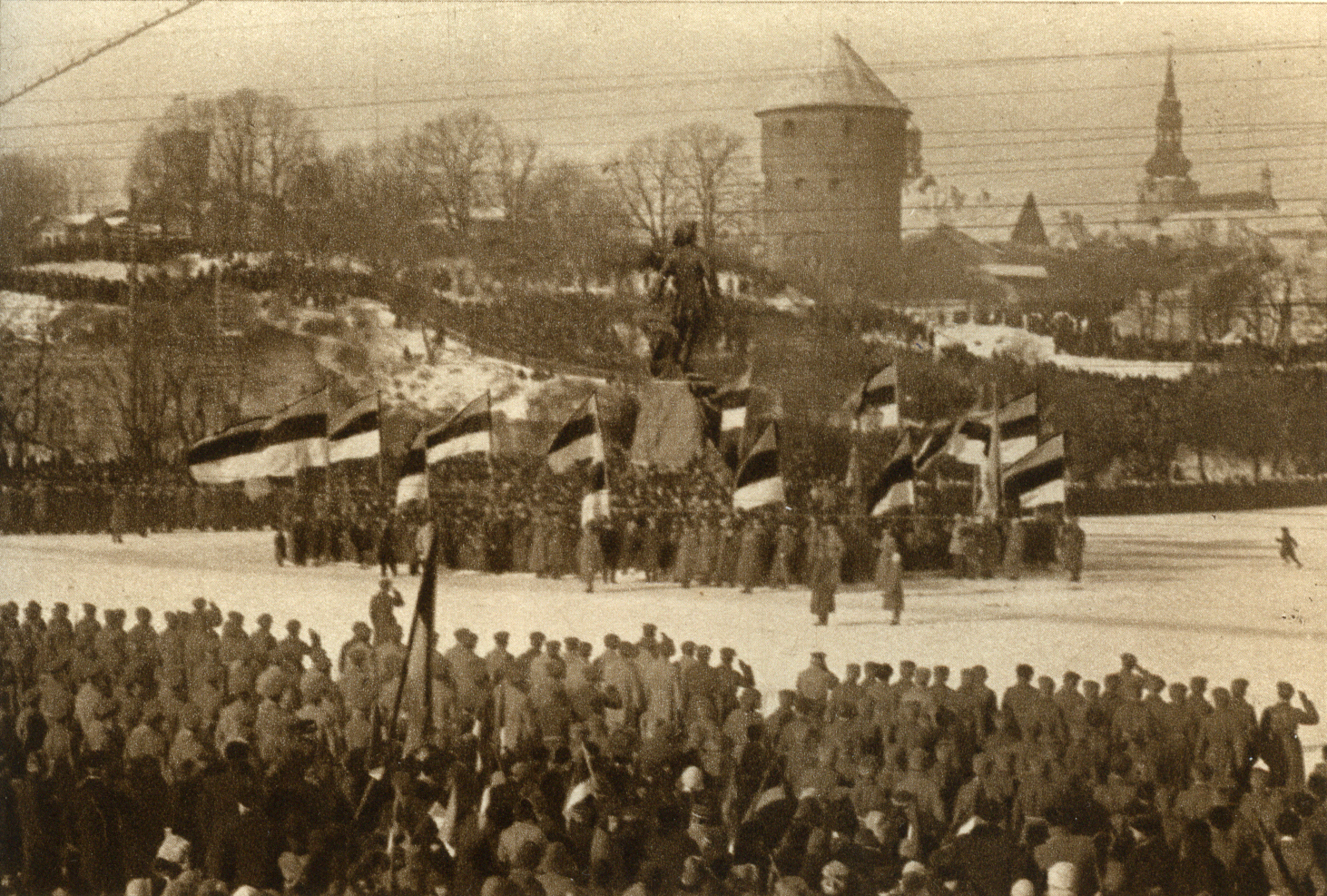
La primera celebración del Día de la Independencia de Estonia en Tallinn el 24 de febrero de 1919

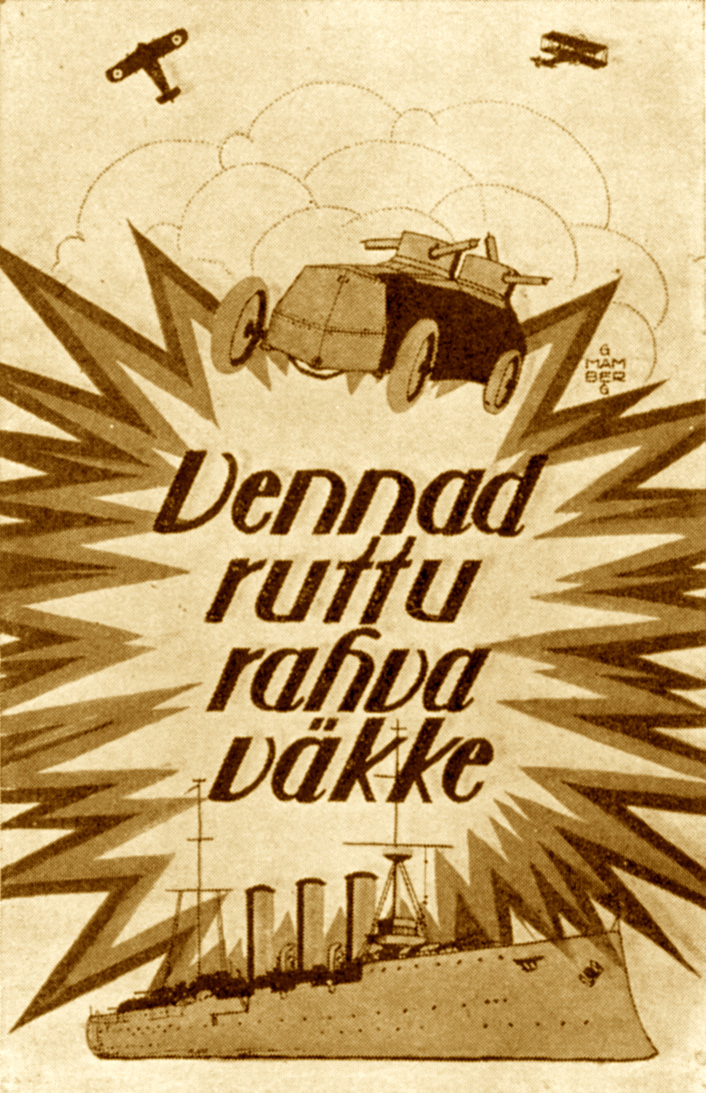
Hermanos, únanse al Ejército de la Nación cuanto antes!. Cartel de reclutamiento del Ejército de Estonia en 1918.

Después de que el Imperio Alemán capitulara luego de la Revolución Alemana, del 11 al 14 de noviembre de 1918, los representantes de Alemania entregaron el poder oficial al Gobierno provisional de Estonia. El 16 de noviembre, el gobierno provisional hizo un llamamiento a una movilización voluntaria y comenzó a organizar el ejército estonio, nombrando a Konstantin Päts como ministro de Guerra, al mayor General Andres Larka como jefe del Estado Mayor y al mayor general Aleksander Tõnisson como comandante del Ejército de Estonia, que constaba tan solo de una división en el momento de ser creado.
A finales de noviembre de 1918, las fuerzas armadas bolcheviques de la URSS avanzaron contra Estonia. El 28 de noviembre de 1918, la 6.ª División de Fusileros Rojos soviética atacó la ciudad fronteriza de Narva, lo que marcó el inicio de la Guerra de Independencia de Estonia.
La 6.ª División de Fusileros Rojos soviética atacó con 7000 soldados de infantería, 22 cañones de campaña, 111 ametralladoras, un tren blindado, dos vehículos blindados, dos aviones y el crucero de clase Bogatyr Oleg, apoyado por dos destructores. La ciudad fue defendida por hombres de la Liga de Defensa de Estonia (integrada en parte por estudiantes de secundaria) y el Regimiento de Infantería n.º 405 del Ejército alemán.  Los rojos capturaron Narva el 29 de noviembre y el Regimiento de Infantería n.º 405 se retiró hacia el oeste.
La 2.ª División soviética de Nóvgorod abrió un segundo frente al sur del lago Peipus, con 7000 soldados de infantería, 12 cañones de campaña, 50 ametralladoras, dos trenes blindados y tres vehículos blindados.
En aquel entonces, las fuerzas militares estonias constaban de 2000 hombres con armas ligeras y unos 14 500 hombres mal armados pertenecientes a la Liga de Defensa de Estonia. A finales de noviembre de 1918 se formó el Batallón del Báltico, principalmente una compañía de ametralladoras montadas e infantería. La minoría alemana báltica de Estonia proporcionó una considerable tropa de milicianos voluntarios al Batallón, que fue una de las primeras unidades de combate del Ejército estonio y mantuvo una férrea lealtad a la autoridad de la República.
El 49.º Regimiento de Fusileros Rojos Letones tomó el cruce ferroviario de Valga el 18 de diciembre y la ciudad de Tartu en Nochebuena. También en Nochebuena, la 6.ª División de Fusileros Rojos capturó el cruce ferroviario de Tapa, avanzando hasta 34 kilómetros de Tallin, la capital del país. Los bolcheviques estonios declararon la Comuna del Pueblo Trabajador de Estonia en Narva. A finales de año, el 7.º Ejército Rojo controlaba Estonia a lo largo de la línea del frente, a 34 kilómetros al este de Tallin, al oeste de Tartu y al sur de Ainaži.
El coronel Johan Laidoner fue nombrado comandante en jefe de las fuerzas armadas estonias. Reclutó a 600 oficiales y 11,000 voluntarios para el 23 de diciembre de 1918. Reorganizó las fuerzas estableciendo la 2.ª División en el sur de Estonia, bajo el mando del coronel Viktor Puskar, junto con unidades de comando, como el Batallón Partisano de Tartumaa y el Batallón Kalevi Malev.
El gobierno nacional obtuvo ayuda extranjera. El 5 de diciembre, Finlandia entregó 5,000 fusiles y 20 cañones de campaña, junto con munición. Un escuadrón de la Marina Real Británica, comandado por el contralmirante Sir Edwyn Alexander-Sinclair, llegó a Tallin el 31 de diciembre y entregó 6,500 fusiles, 200 ametralladoras y dos cañones de campaña. El escuadrón capturó dos destructores rusos, Spartak y Avtroil, y los entregó a Estonia, que los rebautizó como Vambola y Lennuk. El 2 de enero, unidades de voluntarios finlandeses con 2000 hombres llegaron a Estonia. Se construyeron tres trenes blindados en Tallin bajo el mando del capitán de barco Johan Pitka y el capitán Karl Parts.